# Heinrich Geißler

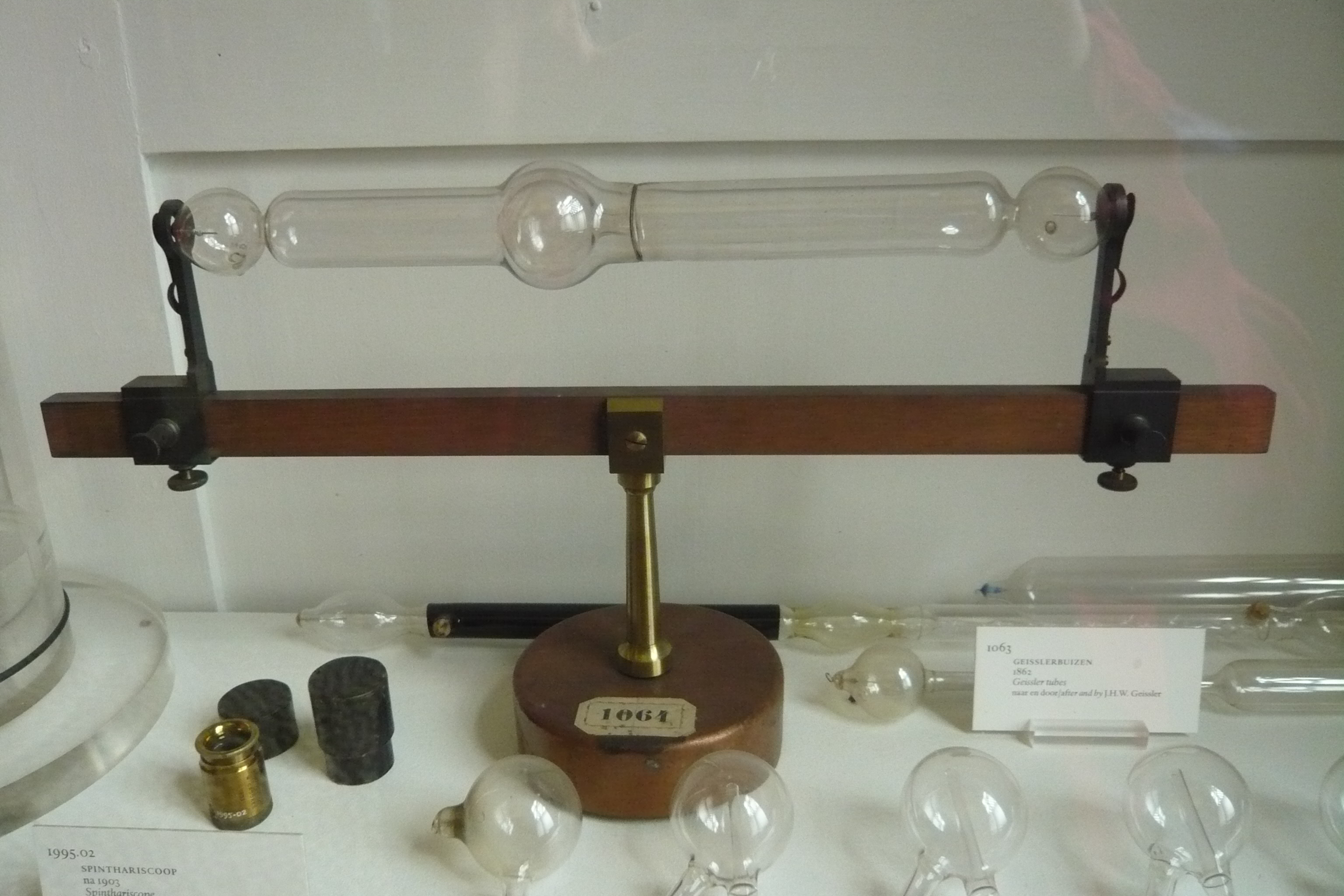
Tubul cu gaze pentru descărcări electrice conceput de Geissler în 1856

Johann Heinrich Wilhelm Geißler (n. 26 mai 1814, Neuhaus am Rennweg, Turingia, Germania – d. 24 ianuarie 1879, Bonn, Imperiul German) a fost un meșter sticlar și fizician german, celebru pentru inventarea tubului Geissler, confecționat din sticlă și folosit ca un tub ce conține un gaz rarefiat în care se produc descărcări electrice.

## Biografie
Geissler descindea dintr-o linie lungă de meșteșugari ce trăiau în Munții Pădurea Turingiei și în Boemia. Tatăl său, Georg Geissler, era meșter sticlar și fabrica termometre și barometre. Heinrich a lucrat la diferite universități germane, inclusiv la Universitatea din Bonn. Acolo, i s-a cerut de către fizicianul Julius Plücker să proiecteze un aparat pentru evacuarea gazelor dintr-un tub de sticlă. 
Plücker și-a datorate succesele sale viitoare în experimentele de descărcare electrică în mare măsură fabricantului său de dispozitive, mecanicul și meșterul sticlar Johann Heinrich Wilhelm Geissler. El a învățat arta suflării sticlei în ducatul de Saxa-Meiningen.... S-a stabilit definitiv ca fabricant de instrumente într-un atelier propriu de la Universitatea din Bonn, în 1852.
 Geissler a confecționat o pompă de vid cu vapori de mercur (acționată printr-o manivelă) și tuburi de sticlă, care puteau conține vid.
Tubul Geissler a fost folosit pentru divertisment în cursul anilor 1800 și a fost transformat în jurul anului 1910 într-o instalație de iluminat cu neon, folosită în scop comercial. Progresele tehnologiei descărcării electrice într-un tub cu gaze rarefiate obținute de Plucker și Geissler au dus ulterior la inventarea tubului Crookes, cu care a fost descoperit electronul în 1897, și la dezvoltarea în 1906 a tubului catodic, baza electronicii și a tehnologiilor de comunicare de lungă distanță precum radioul și televiziunea.
Geissler a primit un doctorat onorific în 1868.

## Legături externe
- The Cathode Ray Tube site
- Heinrich Geissler Biography Arhivat în 5 septembrie 2017, la Wayback Machine. - The Cathode Ray Tube site
- Spark Museum, Crookes and Geissler Tubes
- Geissler, Johann Heinrich Wilhelm in: Complete Dictionary of Scientific Biography  Charles Scribner's Sons, 2008
- Geisslerhaus Museum
- Electrical tubes in the Museum of Science and Industry, London
- 1857 – Julius Plücker, Heinrich Geißler und der Beginn systematischer Gasentladungsforschung in Deutschland in: NTM International Journal of History & Ethics of Natural Sciences, Technology & Medicine, Volume 14, Issue 1, pp 26-45.